# آمریکایی (ترانه لانا دل ری)
«آمریکایی» (انگلیسی: American) ترانه‌ای از خواننده و ترانه‌نویس آمریکایی است که از سومین آلبوم چندآهنگه اش، بهشت (۲۰۱۲) و انتشار مجدد اولین آلبوم استودیویی اش، زایشی برای مرگ: نسخه پارادایس (۲۰۱۲) گرفته شده‌است. «آمریکایی» اولین بار در یک پیش نمایش تبلیغاتی منتشر شده به حساب رسمی یوتیوب دل ری به عنوان یک قطعه ظاهر شد.